# リャザン (ルーシ)

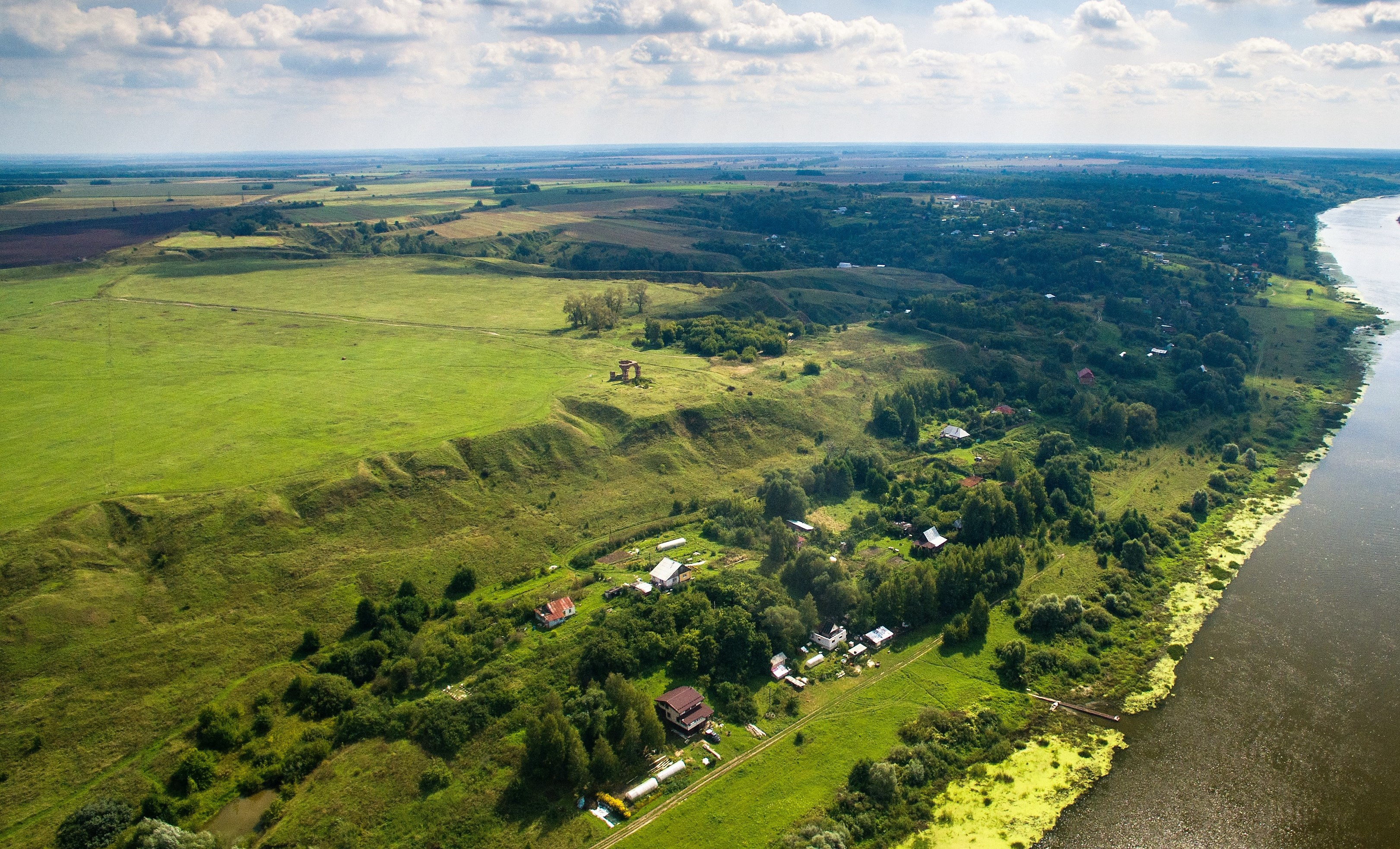
スタラヤ・リャザンの遺跡がある、オカ川のそばに広がる高台

本頁は、中世（繁栄期は11世紀末から13世紀前半）にリャザン（ロシア語: Рязань）の名で存在していた都市について述べる。同都市は現存せず、現在はスタラヤ・リャザン（ロシア語: Старая Рязань：古いリャザンの意）の名で呼ばれる遺構が、同名の村(ru)（ロシア・リャザン州スパッスク地区(ru)）内に存在している。また、当時の都市機能は移転して、現在のリャザン（当時ペレヤスラヴリ＝リャザンスキー）に統合していった。
（留意事項）本頁の地は1778年までリャザンの名で呼ばれ、現リャザンは1778年までペレヤスラヴリ＝リャザンスキーと呼ばれていた。1778年にペレヤスラヴリ＝リャザンスキーを現在の名称であるリャザンに改称したため、本頁の都市遺構、また都市遺構のある村がスタラヤ・リャザンと呼ばれることになった。ただし便宜上、1778年以前でも本頁の地を指すのに「スタラヤ・リャザン」を用い、現在のリャザンを指す場合は「現リャザン」を用いることとする。

## 歴史

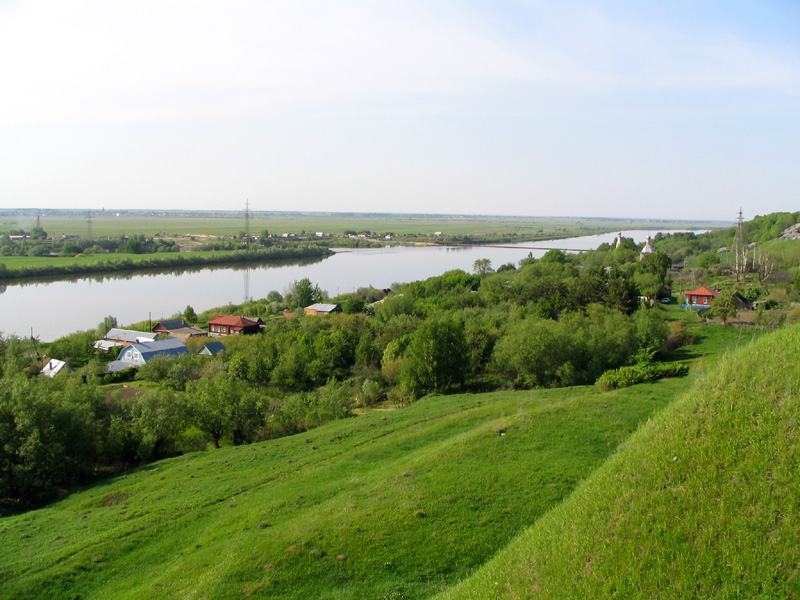
スタラヤ・リャザンの土塁から臨むオカ川。

年代記（レートピシ）上でのスタラヤ・リャザンの最初の言及（リャザンの名で言及される）は1096年である。スタラヤ・リャザンは現リャザンからおよそ60km南東に離れた位置にあり、セレブリャンカ川がオカ川に流入する、岬状の高台に立地していた。
スタラヤ・リャザンはヴャチチ族の移住した地域に含まれる。都市の建設は、おそらく1060年頃に、チェルニゴフ公スヴャトスラフによるものと考えられる。初期の都市の人口は1500人ほどであったが、耕作民以外にも、青銅、陶器、骨細工などの加工技術をもつ手工業者が居住していた形跡が認められる。12世紀の中頃に、ルーシの他地域からの積極的な移住があり、都市の防衛設備が作られた。おそらくスタラヤ・リャザン近郊が、ルーシと遊牧民との支配圏の境界であった。防衛設備に囲まれた街は48ヘクタール（あるいは60ヘクタール）の面積を有し、往時のキエフ・ルーシ期の都市の中で最大級の面積を持つ都市だった。また、ウスペンスキー大聖堂などの都市の主要な建築物が、リャザン公グレプの治世期の、1250年代末から1260年代はじめにかけて作られた。12世紀末から13世紀初頭のスタラヤ・リャザンにはスパッスク、ボリスとグレブ、ウスペンスキーの3つの聖堂があった。また13世紀初頭には、都市の人口はおよそ8000人に達した。キエフ・ルーシ期のリャザン公国は、スタラヤ・リャザンを首都としていた。

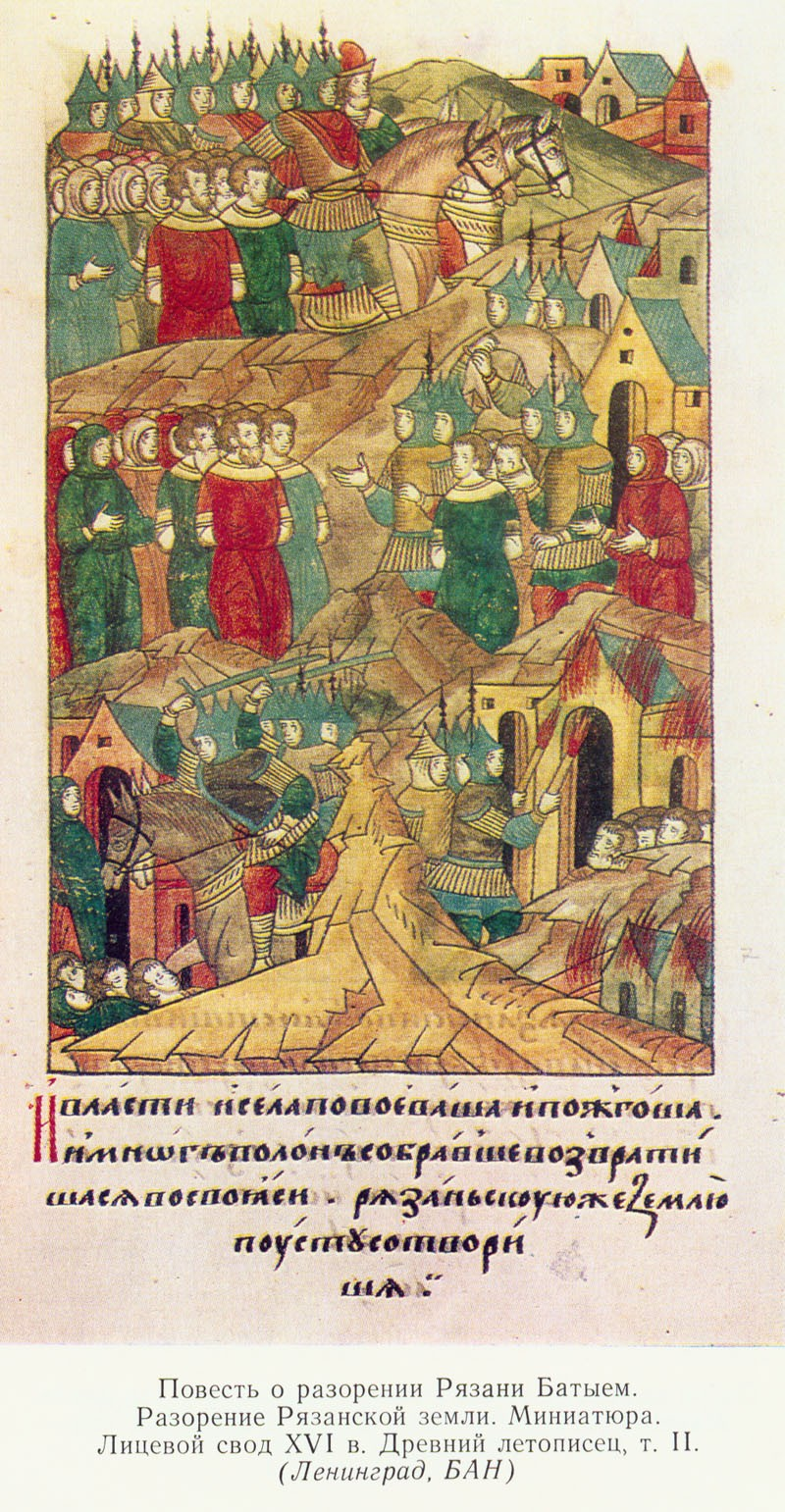
『バトゥのリャザン襲撃の物語』中のミニアチュール（16世紀の写本）

しかし1230年代にモンゴルのルーシ侵攻が始まり、スタラヤ・リャザンは1237年に、バトゥの率いるモンゴル帝国軍によって破壊された。スタラヤ・リャザンは陥落し、リャザン公やその家族をはじめ、多くの住民が殺害された。この包囲戦を元に、『バトゥのリャザン襲撃の物語』という単独の作品が書かれている（成立は包囲戦から数十年後、14世紀半ば以前と推測される）。また、モンゴル帝国との戦いにおいて戦死した、リャザン公国のヴォエヴォダ・エヴパーチー・コロヴラート(ru)は、半伝説的なボガトィリ(ru)（ロシアの民話・伝承中の英雄）として語られている。
モンゴルのルーシ侵攻以降もリャザン公国（ヴェリーキー・クニャージ：大公を号しリャザン大公国）は存続するが、14世紀に、その首都機能や主教座は現リャザンへと徐々に移転していった。1588年まではスタラヤ・リャザンを都市（город / ゴロド）と記す史料があるが、17世紀には村（село / セロ）と呼ばれていた。1778年、リャザンの名は現リャザンの正式名称となった。

## 都市遺構
スタラヤ・リャザンはロシアで最も大きい都市遺構（ゴロディシチェ）であり、考古学的保護区、また歴史的景観区としてロシア政府が保護している（リャザン国立歴史考古博物保護区(ru) （※名称は直訳）の一部）。クレムリ、生神女就寝大聖堂の跡地や、14世紀の貨幣、白樺文書なども出土している。